# صديق الدملوجي
صديق بن سعيد بن عبد الرحمن الدملوجي، مؤرخ وكاتب عراقي شهير من عائلة الدملوجي المعروفة في مدينة الموصل العراقية، ولد  في منطقة السرجخانة بالموصل 1880م، نشأ وترترع في اسرة دينية تعرف بـ(بيت المدير) وتتكون من والدين وخمسة أبناء، حيث كان والده رئيساً لعلماء الموصل.
كان صديق يجيد التركية والفارسية والكردية فاتجه إلى الصحافة وعمل في بداية حياته حرراً دائماً في جريدة النجاح الموصلية التي صدر عددها الأول في 12 تشرين الثاني عام 1910 وكانت لسان حال حزب الحرية والائتلاف المعارض لحركة الاتحاد والترقي الحاكمة في أسطنبول. وقد كان أسلوبه في التركية أفضل من أسلوبه في اللغة العربية. ولكنه بسبب مقالاته المناوئة للاتحاديين أحيل إلى الديوان العرفي العسكري في الموصل عام 1914 وطرد من الوظيفة فأضطر إلى الاختفاءاثر ذلك ولم يرجع إلى الموصل الا بعد سقوطها بيد الإنكليز عام 1918.
أتجه بعد ذلك نحو العمل الإداري، وكانت أول وظيفة اسندت اليه هي وظيفة كاتب ثم محصل ضرائب وتدرج في سلم الوظيفة حتى أصبح مديراً لناحية (اتروش) وأصبح قائمقاماً في بعض الاقضية وتنقل للعمل بين المدن العراقية المختلفة فعمل في تلعفر، وسنجار، ومانكيش، والنجف، والسماوة، والشطرة، والقرنة. وعندما كان قائمقام لقضاء القرنة في عام 1927 نشب له خلاف حاد مع المفتش الإداري الإنكليزي أدت إلى عزله من الوظيفة. فتفرغ إلى البحث والتأليف قدم العديد من الكتب والمقالات والبحوث.

## مؤلفاته
- اليزيدية 1949
- مدحت باشا 1952
- امارة بهدينان الكردية أو امارة العمادية 1952
- الانقاض 1954. وكان كتابه الأخير عبارة عن خواطر ومقالات في التاريخ والأدب والاجتماع. وقد سحب اخوه الكتاب من المطبعة ولم يوزع الكتاب في الأسواق.
- وله العديد من المقالات والدراسات نشرت في العديد من الصحف والمجلات، منها جريدة النجاح ومجلة الجزيرة الموصلية.

توفي في الموصل بتاريخ 15 نيسان 1958.

## انظرأيضا
ميسون الدملوجي